# ترام إسطنبول
ترام إسطنبول هو نظام ترامواي حديث في الجزء الأوروبي من مدينة إسطنبول، افتتح عام 1992 متمثلاً في الخط تي-1 وليكون جزءاً من شبكة النقل العام في إسطنبول. في عام 2007، افتتح خط الترام تي-4. أما الخطان تي-2 وتي-3 واللذان افتتحا عام 2006 فقد تم دمجهما مع الخط تي-1 في العام 2011.

## التاريخ

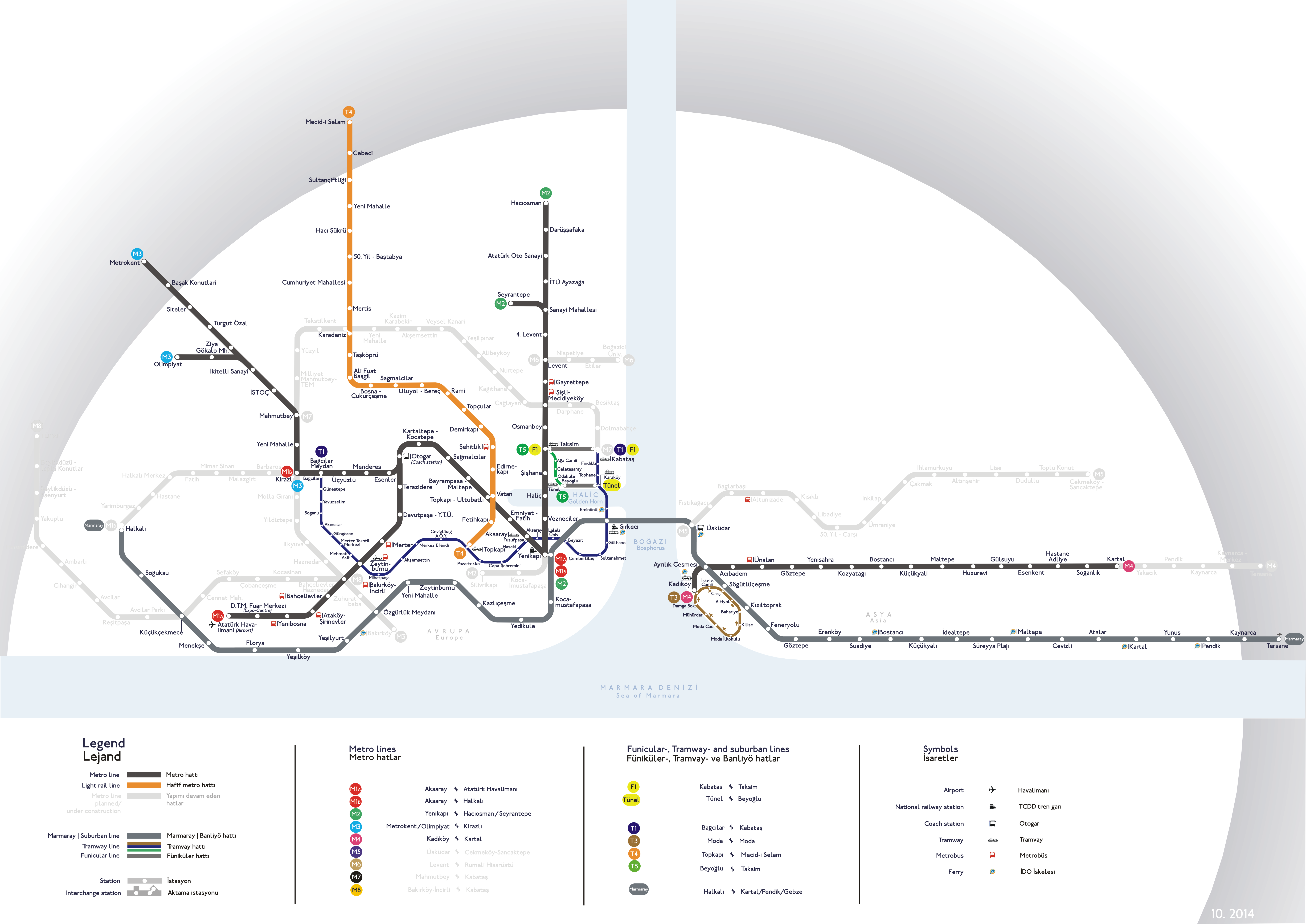
خطوط الترام في شبكة النقل بالسكك الحديدية في إسطنبول: تي-1 باللون الأزرق، وتي-4 باللون البرتقالي.

إسطنبول، عاصمة الإمبراطورية العثمانية، كانت تمتلك يوماً ما شبكة ترام عملاقة في كل من جزئي إسطنبول الأوروبي والآسيوي. بدأت الشبكة بعربات الخيول في عام 1860، ثم تحولت شيئاً فشيئاً إلى عربات كهربائية في عام 1912. أضيفت مسارات أخرى إلى نظام الترام مع الوقت. وصلت الشبكة إلى أقصى اتساع لها في عام 1956 مع 108 مليون راكب يحملون بواسطة 270 عربة ترام على 56 خط. وكالعديد من المدن حول العالم في الستينات، خدمة الترام بدأت بالإغلاق في 1956، وتوقفت تماماً في عام 1966.
بعد إغلاق شبكة الترام القديمة في منتصف الستينات، ظن أهل إسطنبول أن حركة المرور في إسطنبول ستتحسن، إلا أن السنين قد أثبتت العكس. حيث حصلت زيادة غير طبيعية في استعمال مركبات الوقود الأحفوري مثل الحافلات، سيارات الأجرة، والسيارات الخاصة وبدأت شوارع إسطنبول بالاختناق. عانت تركيا من العديد من المشكلات، منها التلوث، الازدحام، الهجرة الغير شرعية، الأمية وتضخم الكثافة السكانية. أصبحت حركة المرور في إسطنبول أبطأ كثيراً من سابق عهدها. ظهرت هذه المشكلات بوضوح في أوائل السبعينات، أدرك مسؤولو إسطنبول في منتصف الثمانينات أن إغلاق نظام الترام كان خطأً، حيث أصبحت إسطنبول المدينة الأكثر تلوثاً في أوراسيا. فخططت إسطنبول لعودة الترام.
بدأت الحكومة باتخاذ الإجراءات اللازمة لإعادة التلوث إلى مستوياته الطبيعية، وإعادة الصورة الإيجابية عن إسطنبول للسياح. قررت هيئة النقل في إسطنبول افتتاح ترامواي حديث، سريع، ومتعدد الاتجاهات.
افتتح الترام الحديث، وأطلق عليه تي-1، في إسطنبول عام 1992، واشتهر بعدها بفترة قصيرة. ومنذ تلك الفترة تمت توسعة الترام لأكثر من مرة، آخرها عام 2011.

افتتح خط الترامواي الثاني تي-4 بين إديرنا كابي ومسجد السلام في 2007، تم توسع الخط إلى توبكابي في 2009.

### الخط الزمني
- 1961 – كانت الرحلة الأخيرة للترام في الجزء الأوروبي في 12 يناير. استبدل خط توبكابي-إمينونو بالحافلات الكهربائية في 27 مايو. وحولت ست ترامات إلى الجزء الآسيوي.
- 1966 – آخر رحلة للترام في الجزء الآسيوي كانت في 3 أكتوبر من كاديكوي إلى أسكودار.[4] وتم تحويل عربات الترام إلى متحف النقل.
- 1984 – توقفت خدمة الحافلات الكهربائية كذلك في 16 يوليو، وبذلك تم إنهاء جميع وسائل النقل الكهربائية في إسطنبول، ما عدا تونيل.
- 1990 – تم منع المركبات الخاصة من عبور شارع الاستقلال، وعاد الترام إلى الجزء الأوروبي كخط ترام تراثي، حيث يتوجه من تقسيم إلى تونيل مروراً بشارع الاستقلال، ويسمى أحياناً الخط تي-5، وتم استعمال نفس العربات التي استعملت في الستينات.
- 1992 –  افتتح نظام ترام كامل وعادت الترامات تجول أنحاء إسطنبول وبنفس الطريقة التي كانت تجولها الترامات في الستينات. بدأت أول خدمة ترام بين بايازيد ويوسف باشا كخط الترام تي-1. وتم استعمال عربات خفيفة بأرضية مرتفعة.
- 2003 –  عادت الترامات إلى الجزء الآسيوي كترام تراثي وعملت في خط دائري في المسار 20 الذي سبق إغلاقه قديماً. تم استيراد العربات من غوتا، تورينغن، ألمانيا. يطلق على هذا الخط اليوم خط تي-3 (أو خط الترام كاديكوي-مودا التراثي).
- 2004 –  استبدلت عربات الخط تي-1 التراثية بعربات فليكسيتي سويفت.[5]
- 2006 –  توسعت شبكة الترام بناحية الغرب، ولكن كخط منفصل: تي-2. رغم أن قياسا سكتا الحديد متشابهان، إلا أنه قد استعملت على الخط تي-2 عربات بأرضية منخفضة.
- 2007 – افتتح خط ترام آخر باسم تي-4 والذي استعمل عربات خفيفة بأرضية مرتفعة.
- 2009 –  وضعت خطط لاستبدال جميع ترمات إيه بي بي، دواق، وروتيم بأرضياتها المرتفعة بترامات شركة ألستوم بأرضياتها المنخفضة، بينما دمج الخطان تي-1 وتي-2 وتوسع الخط تي-4 إلى توبكابي.
- 2011 –  دخلت أول عربات ألستوم بالأرضية المنخفضة في الخدمة.[6]
- 2016 – بدأت المناقصات حول إنشاء خط جديد يربط بين إمينونو وعلي بيه كوي عبر القرن الذهبي في 29 يونيو.[7]

## مسارات الترام
خط الترام الحديث تي-1 يربط الآن بين منطقتي كاباتاش وبغجلار . أما الخط الحديث تي-4، فيربط بين توبكابي ومسجد السلام. غالباً ما يكون هناك مسارات مخصصة للترام، جزء من الشبكة مرتفع على جسور، مع بعض الأجزاء الصغيرة التي تمشي في الشوارع مع السيارات والحافلات. أغلب النظام يخدم الأحياء القديمة في المدينة.

### خط تي-1

#### الخصائص
- الطول الإجمالي: 18.5 كيلومتر (11.5 ميل)
- عدد المحطات: 31 محطة
- افتتح في 13 يونيو 1992 للميلاد
- يعمل من السادسة صباحاً حتى منتصف الليل
- يمر بمعدل دقيقتان إلى 15 دقيقة في أوقات الذروة
- يصل عدد الركاب يومياً إلى 320 ألف راكب
- السعر ليرتان و30 قرشاً، وللطلاب: ليرة و14 قرشاً[8]

#### المسار

قائمة بمحطات الخط تي-1.

يذهب ترام تي-1 من منطقة باكيلار في شمال غرب المدينة إلى زيتون بورنو، ثم باراليل على شاطئ بحر مرمرة ثم إلى جدران المدينة البيزنطية في توبكابي (بوابة المدفع، وليس القصر)، ثم باتجاه الشرق عبر يوسف باشا وأكسراي، ثم عبرالبازار الكبير ثم ديفان يولو حتى السلطان أحمد المركز التاريخي لإسطنبول القديمة.
يستمر الخط تي-1 من السلطان أحمد إلى سركجي وإمينونو، عبر جسر غلطة فوق القرن الذهبي إلى ميدان كاراكوي.
من كاراكوي، يستمر التي-1 إلى توفاني، بالقرب من متحف الفن الحديث في إسطنبول، ثم إلى كاباتاش.
تم بناء خط تي-1 الحديث مشابهاً إلى حد كبير خط الترام السابق الذي أغلق في 1962. الخط المتوجه من كاباتاش إلى توبكابي كان يخدم من قبل مسارات الترام 12، 15، 16، 17، 22، 23، 24، 32، 33، 34. وكذلك جسر غلطة، إلا أن الجسر وأجزاء أخرى من خط الترام السابق لم يكن لديها مساراً مخصصاً، بينما الخطوط اليوم أغلبها على مسارات مخصصة بعيداً عن الشوارع. على المسارات المخصصة للترام، غالباً ما تكون السكك مرتفعة مثل المترو حتى تتحرك بشكل أسرع، والمواقف على هذه المسارات تحتوي على أرصفة وآلات لبيع التذاكر وبوابات دوارة (تماماً مثل مترو إسطنبول). في الأجزاء المزدحمة، المسارات تكون مرتفعة على جسور. في المسارات الغير مخصصة للترام، تكون المسارات مبلطة لتحسين المظهر. في بعض الحالات، تتحرك الترامات على جانبي الطريق، بينما تتحرك أحياناً في إحدى الجانبين، وحتى أنها تتحرك أحياناً وسط الطريق في الشوارع الضيقة. على جسر غلطة تتحرك الترامات في وسط الطريق. في بعض المحطات، هناك جسر مشاة ينقل الركاب إلى المحطة.

### خط تي-4

#### الخصائص
- الطول الإجمالي: 15.3 كيلومتر (9.5 ميل)
- عدد المحطات: 22 محطة
- افتتح في 12 سبتمبر 2007 للميلاد
- يعمل من السادسة صباحاً حتى منتصف الليل
- يمر بمعدل خمس دقائق
- يصل عدد الركاب يومياً إلى 95 ألف راكب
- السعر: ليرتان و30 قرشاً، للطلاب: ليرة و15 قرشاً.

#### المسار

قائمة بمحطات خط الترام تي-4.

يتحرك الخط تي-4 بشكل عام بين الشمال والجنوب ويصل بين مسجد السلام وتوبكابي. سبع محطات من أصل 22 محطة تقع تحت الأرض، هذه المحطات هي إدرنا كابي، توبتشولار، رامي، أولويول، علي فوات باشقل، تاشكوبرو، وكارادينيز. أما المحطات الأخرى فجميعها على مستوى الأرض. الخط تي-4 لا يمشي أبداً وسط الشوارع.

## هياكل العربات
بعد الافتتاح في 1992، وحتى عام 2004، خط الترام تي-1 كان يعمل بواسطة عربات إيه بي بي الخفيفة مرتفعة الأرضية. ثم استبدلت عام 2004 بترامات بأرضية منخفضة، في البداية عربات بومباردير، ثم لاحقاً عربات ألستوم. أما الخط تي-4 فلا يزال يعمل بواسطة عربات إيه بي بي مرتفعة الأرضية.

### تي-1
بومباردير فليكسيتي سويفت إي-32

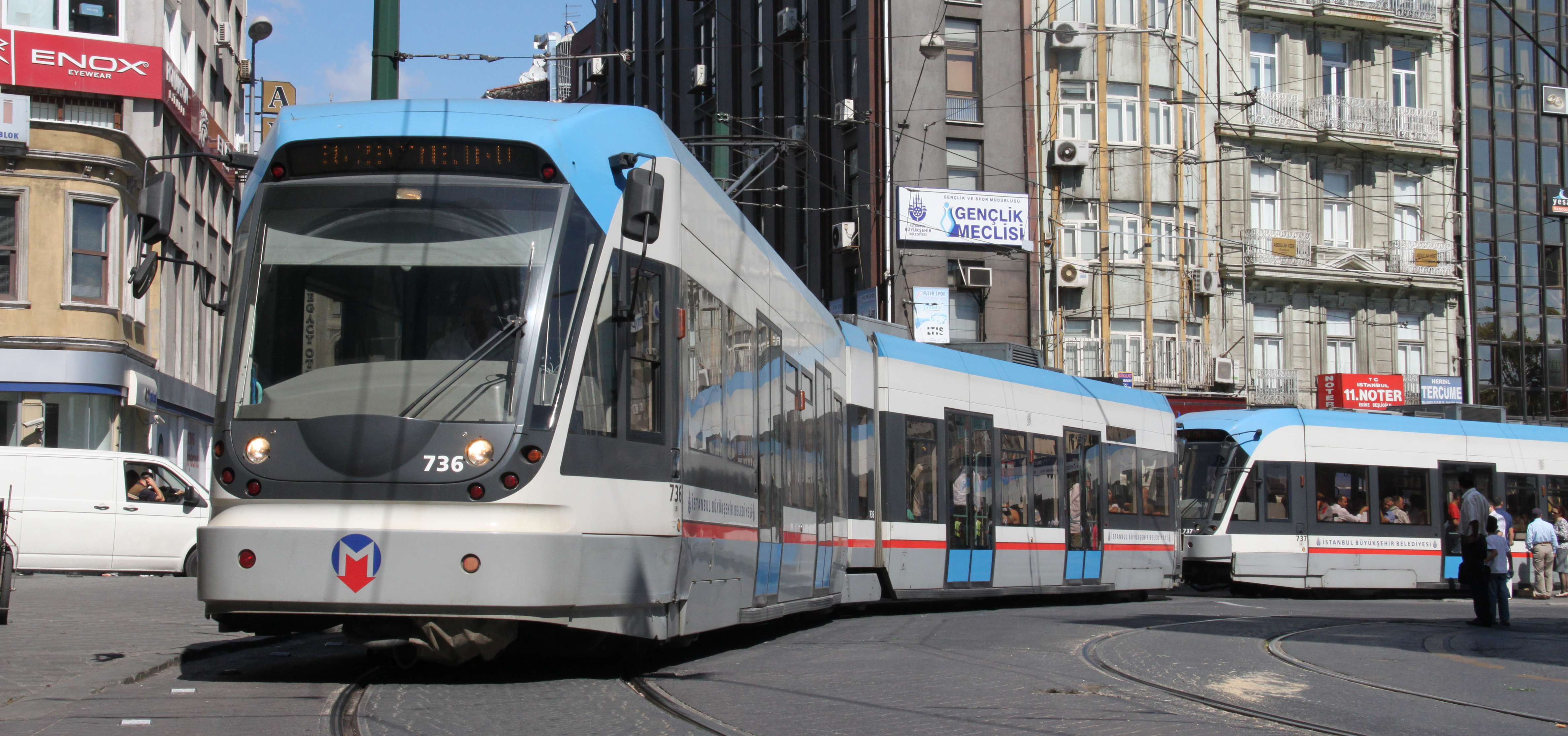
عربات بومباردير فليكسيتي.

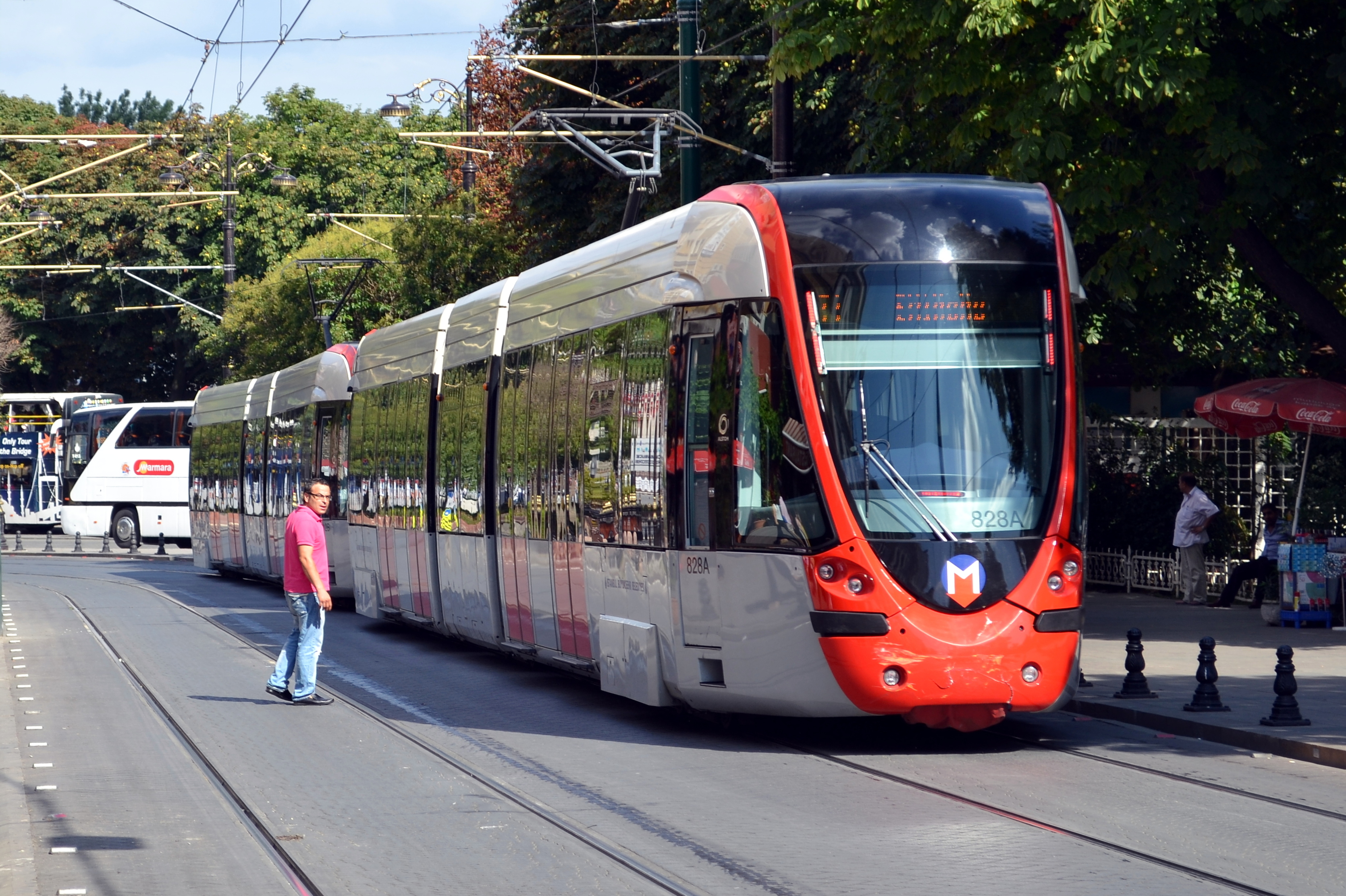
عربات ألستوم.

في صيف عام 2001، تم طلب 55 عربة ترام من نوع بومباردير فليكسيتي سويفت بالأرضية المنخفضة من أجل الخط تي-1. ودخلت الخدمة في 2004، وبعدها تم تخفيض أرصفة محطات الخط تي-1 لتتناسب مع الترامات الحديثة. جميع هذه الترامات مكيفة بالكامل، وتعمل بسرعات عالية في المسارات المخصصة لها. كل ترام يتكون من عربتان. وقد يتضاعف العدد إلى أربع عربات في أوقات الذروة.
ألستوم سيتاديس إكس-04
في 2007، تم طلب 37 ترام جديد من النوع ألستوم سيتاديس إكس-04. أول عربة من هذا النوع دخلت على الخط تي-1 في عام 2011.

### تي-4
إيه بي بي

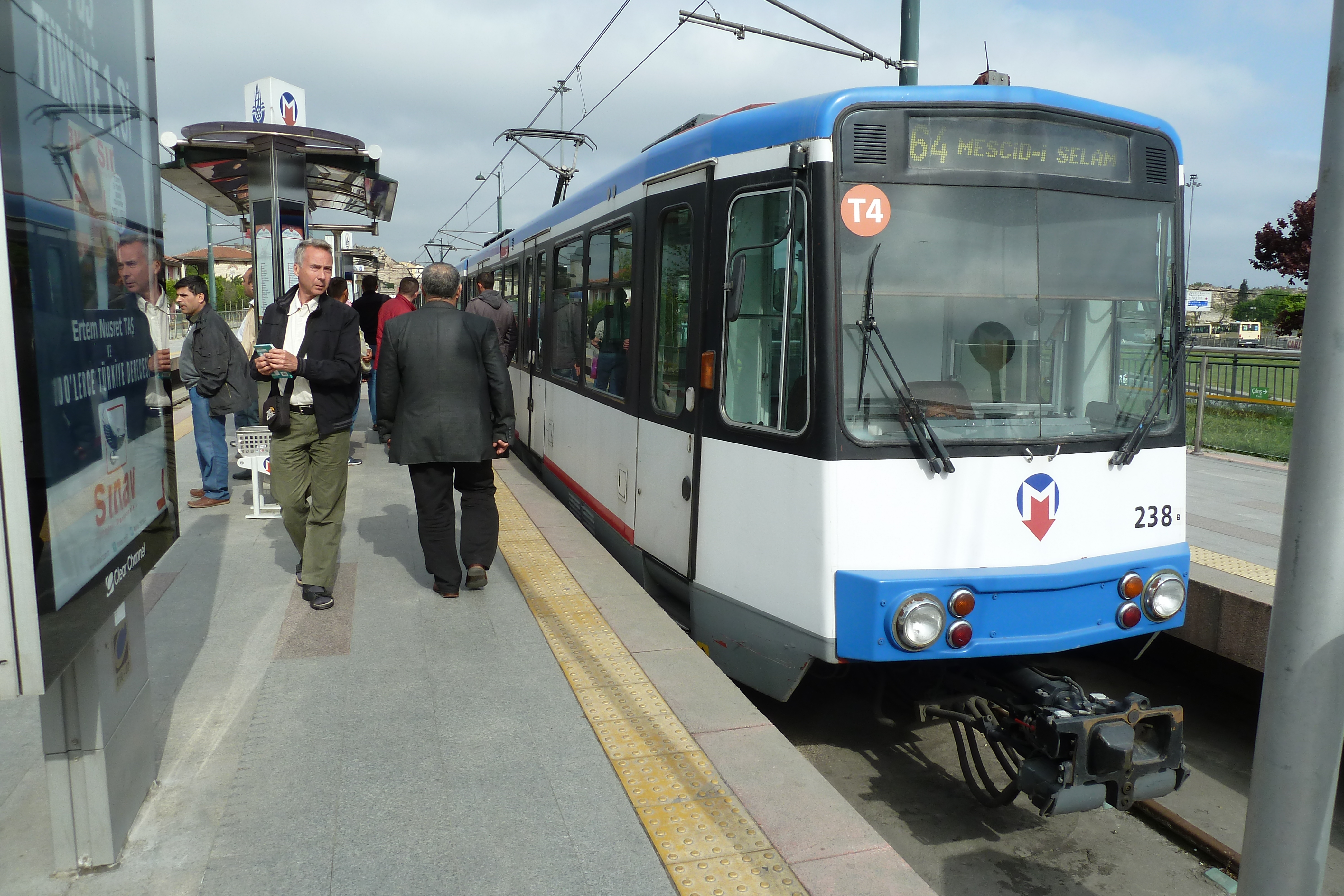
ترام من النوع دواق كي تي إي.

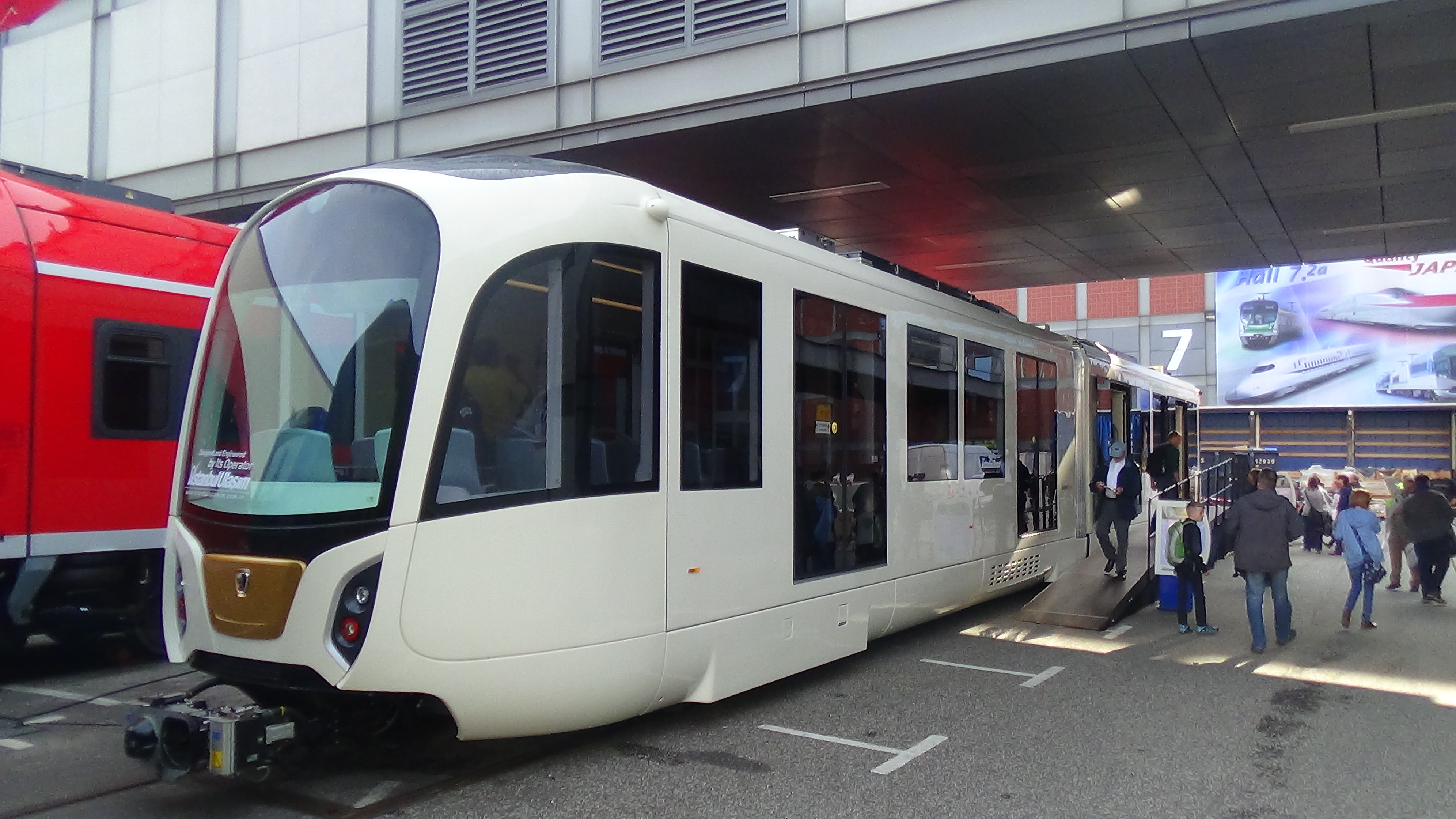
عربة ترام من النوع آر تي إي تصنيع عام 2014 في المعرض.

العربات المستعملة اليوم على الخط تي-4  هي العربات الضخمة مرتفعة الأرضية إيه بي بي، والتي تشبه إلى حد كبير عربات الخط إم-1 في مترو إسطنبول.
دواق كي تي إي
هذه عربات بي-80-إس وبي-100-إس القديمة والتي استعملت في مدينة كولونيا وتم شراؤها عام 2007. استعملت في الخطان تي-4 وتي-2 ولكن بعد وصول عربات آلستوم، أصبحت تعمل ترامات دواق في الخط تي-4 فقط
هيونداي روتيم إل آر في-34
استعملت 63 وحدة من هذا النوع منذ العام 2008.
آر تي إي
منذ عام 2014، أتت ترامات حديثة بأرضية مرتفعة والتي تم صنعها من قبل شركة مترو إسطنبول (الشركة المشغلة) بنفسها.

## المحطات الأخيرة
المحطات الثلاث الأخيرة في الخط تي-1 هي كاباتاش، زيتون بورنو، وباكيلار. بينما توبكابي ومسجد السلام هي المحطات الأخيرة على الخط تي-4.

## الخطط المستقبلية
في المستقبل، من المخطط إنشاء خط جديد من زيتون بورنو حتى بكركوي، ومن كاباتاش حتى بشكتاش، ومن إمينونو إلى بيرم باشا. وقد يتوسع أبعد من باكيلار إلى صالون سبور في المستقبل. وقد يكون خط جديد من كاديكوي إلى بوستانجي في الجزي الآسيوي (في حال انتهاء بنائها، ستلحق الخط تي-4)
ومن المدروس أيضاً تحويل خط التي-4 إلى خط مترو (حيث أن بعض المحطات تقع بالفعل تحت الأرض) وتوسيع الخط حتى مركز المدينة في الجنوب وحتى مطار إسطنبول الجديد في الشمال.
تنظر بلدية إسطنبول كذلك في إنشاء خط ترام جديد بين ملعب أتاتورك الأولمبي ومتروكينت عبر غويرجينتيبي، إلا أن هذا الخط ليس من المتوقع أن يفتتح قبل 2019.

## وصلات خارجية
- الموقع الرسمي (بالتركية)